# ロジックアナライザ

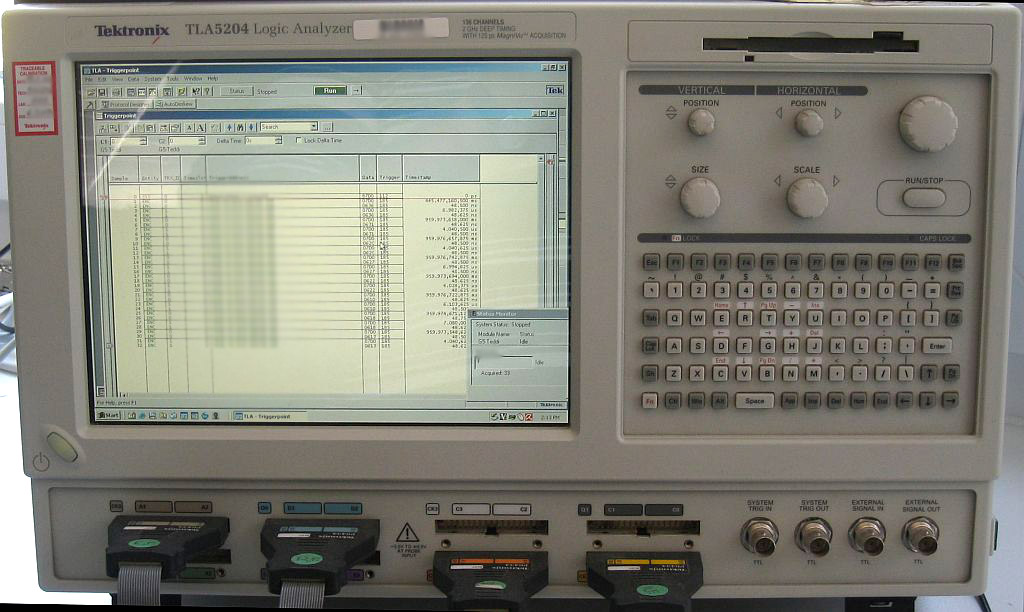
テクトロニクス製ロジックアナライザ

ロジックアナライザは、人間が観察するのに非常に速すぎて見ることができないデジタル回路上の信号を表示するものである。

## 概要
信号を表示することによって、デジタル回路の動作確認をより簡単に行うことができる。ロジックアナライザは、普通非常に多くのチャンネルを用いてデータをキャプチャする。ロジックアナライザ上のソフトウェアは取り込んだデータを、タイミングチャートやあるプロトコル（ハンドシェイク）にデコードしたもの、状態遷移図、アセンブリ言語、またソースコードと連携させたアセンブラに変換して表示することができる。
現在のアナライザは、ディスプレイや制御基板、制御用コンピュータや実データをキャプチャするハードウェアが挿入されたスロットを複数持つ筐体か、それらをすべて一つにまとめた単体のユニットのどちらかの構成をとる。
アジレント・テクノロジーとテクトロニクス (Tektronix) の2社で約95%ものシェアを誇る。

## 操作
ロジックアナライザは複雑な順序からなるイベントをトリガにでき、テスト環境下にあるシステムから大量のデジタルデータをキャプチャすることができる。最もいいロジックアナライザは、コンピュータプログラムの実行の流れを見せたり、プロトコルをデコードすることでメッセージや実行違反を見せたりするなど、ソフトウェアデバッガのような振る舞いをしてくれる。
ロジックアナライザが最初に現れたとき、それは普通デジタルシステムに数百の「クリップ」をつけるのが当たり前だった。後に、クリップをつける代わりに特別なコネクタをつけるものが現れた。ロジックアナライザのプローブは、複数のベンダのサポートやそれに伴うエンドユーザーの選択の自由など、よくある進化の道筋を辿ってきた。2002年の4月には、コネクタが必要のない技術（いくつかのベンダが、Compression Probing、Soft Touch、D-Maxなどという商標をつけている）が使われるようになった。これらのプローブは丈夫で、機械的、電気的接続に信頼性がある。プローブとボードとの間は信号線1本当たり0.5pF－0.7pF以下の容量で接続される。
一旦プローブが接続されると、アナライザは信号線一本ずつに名前をつけることができ、操作しやすいようにそれらの信号をまとめることができる。次に、キャプチャモードをタイミングモードないしステートモードのどちらかを選択する。タイミングモードは、入力信号を内部および外部のクロック信号に基づいて規則正しい間隔でサンプリングするものである。ステートモードとは、一つないしそれ以上の信号を「クロック」として定義し、データをそのクロックの立ち上がりおよび立下りで取り込むものである。オプションとしてこれらのクロック信号を補完するために他の信号を使うこともある。
モードを選択した後は、トリガ条件を設定しなければならない、トリガ条件は単純なもの（一つの信号の立ち上がりや立下りでトリガをかける）から非常に複雑なもの（TCP/IPスタックのより上位層をデコードして、とあるHTTPパケットでトリガをかける）まである。
この時点で、一回だけトリガをかけるか繰り返しトリガをかけるかを選び、ユーザーはアナライザを「run」モードに設定する
一旦データをキャプチャすると、波形や状態が表示される単純なものから、イーサネットプロトコルをデコードする複雑なものまで様々な方法でデータが表示される。また、アナライザを「compare」モードに設定できる。このモードの時、アナライザは以前に記録したデータとキャプチャしたデータを都度比較し、一致するしないでトリガをかけることができる。このモードは長時間のエージングテストに役に立つ。最近のアナライザはトリガに成功すると、電子メールにテストデータを貼り付けエンジニアにデータを送信することさえできる。

## 使い方
ICを含む多くのデジタル回路設計においては、各ユニットを作る前にそれらが及ぼす影響を知るためにシミュレーションを行う。シミュレーションはロジックの解析結果を提供する。複雑な個別のロジックの検証には、シミュレートしたデータを入力し、出力をバウンダリスキャンを用いてテストすることがしばしば行われる。ロジックアナライザはシミュレーションで見つけられないハードウェアの動きを発見できる。その手の問題はシミュレーション上でモデル化することが非常に難しいかシミュレートするには時間が非常にかかり、複数のクロックで動作する領域にまたがることもしばしばある。
例えば、FPGAはロジックアナライザによってよく測定されるものになった。